# Vampyrdanserinden
Vampyrdanserinden is een Deense film uit 1912 van regisseur August Blom. Het is een van de eerste vampierfilms.

## Verhaal
Clara Pontoppidan speelt Silvia Lafont de vampierdanseres, die met haar verleidelijk gedans Oscar Borch in haar macht krijgt.
Vampyrdanserinden is meer een (melo-) dramatische film dan een griezelfilm. Enkele jaren later werd in de Verenigde Staten The Devil's Daughter gedraaid, die wel wat overeenkomsten met Vampyrdanserinden heeft.

## Rolbezetting
| Acteur                    | Personage                      |
| ------------------------- | ------------------------------ |
| Clara Pontoppidan         | Silvia Lafont, vampierdanseres |
| Henry Seemann             | Grev von Waldberg              |
| Robert Dinesen            | Oscar Borch                    |
| Frederik Jacobsen         | Tjener                         |
| Carl Schenstrom           |                                |
| Julie Henriksen           |                                |
| Svend Bille               |                                |
| Otto Lagoni               |                                |
| Agnes Norlund Seemann     |                                |
| Ingeborg Bruun-Berthelsen |                                |